# 1780-as évek
Évszázadok: 17. század · 18. század · 19. század
Évtizedek: 1730-as évek · 1740-es évek · 1750-es évek · 1760-as évek · 1770-es évek · 1780-as évek · 1790-es évek · 1800-as évek · 1810-es évek · 1820-as évek · 1830-as évek
Évek: 1780 · 1781 · 1782 · 1783 · 1784 · 1785 · 1786 · 1787 · 1788 · 1789

## Események és irányzatok
- A gyarmati korszak legnagyobb indiánfelkelése Peruban 1780-ban II. Tupac Amaru vezetésével. Az indiánok legyőzték a spanyol sereget, de 1781-ben Cuzcót sikertelenül vették ostrom alá, majd a spanyolok megsemmisítő vereséget mértek rájuk. II. Tupac Amarut és családját Cuzco főterén kivégezték. Ezt követően még volt néhány kisebb felkelés az indiánok részéről, de a spanyolok 1783-ra teljesen felszámolják a gyarmataikon kitört felkeléseket.

- 1780–1790 között II. József császár kísérlete a felvilágosult abszolutizmus központosított intézményrendszerének bevezetésére a Habsburg Birodalomban. A próbálkozás a konzervatív magyar rendek (nemzeti köntösbe bújtatott) gazdasági érdekvédelmi ellenállásán megbukik.

- 1789-től: francia polgári forradalom kezdete, megindul a harc a polgári és az abszolutista érdekcsoportok között.